# Église de la Transfiguration d'Obrež
Pour les articles homonymes, voir Église de la Transfiguration.
L'église de la Transfiguration d'Obrež (en serbe cyrillique : Српска православна црква у Обрежу ; en serbe latin : Srpska pravoslavna crkva u Obrežu) est une église orthodoxe serbe située à Obrež, dans la province de Voïvodine, dans le district de Syrmie et dans la municipalité de Pećinci en Serbie. Elle est inscrite sur la liste des monuments culturels de grande importance de la république de Serbie (identifiant no SK 1269).

## Présentation
L'église est située à Obrež, sur le bord nord-ouest de l'Obedska bara, une zone marécageuse aujourd'hui transformée en réserve naturelle. Elle a été construite dans la seconde moitié du XVIIIe siècle.
Relativement étroite, elle est constituée d'une nef unique prolongée par une abside demi-circulaire et précédée d'un narthex ; à l'intérieur de l'édifice, ces diverses parties forment une continuité. Le long de la façade occidentale s'élève une tour-clocher légèrement plus large que le reste de l'église ; ce clocher est surmonté par une lanterne baroque. Les façades latérales sont ornées d'une large corniche avec une frise ; cette frise se retrouve également sur une avancée de la façade occidentale. L'entrée de l'église est flanquée de pilastres peu profonds qui rompent l'horizontalité de la corniche.
À l'intérieur, l'iconostase, considérée comme un travail « habile », est la création d'un maître sculpteur anonyme et se caractérise par un style baroque et rococo ; en revanche, elle a été peinte en 1778 par Jakov Orfelin ainsi qu'en témoigne une inscription figurant au-dessus d'une icône.